# Eric S. Alexandersson

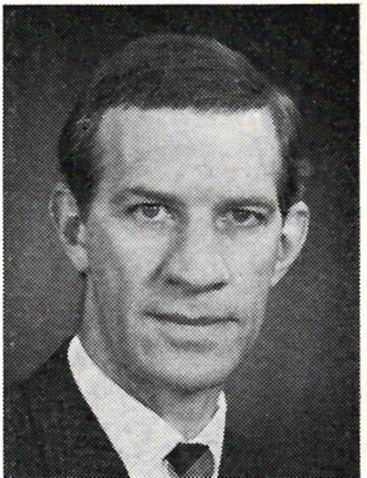
Eric S Alexandersson omkring 1965.

Eric Sigvard Alexandersson, född 4 februari 1922 i Masthuggs församling, Göteborg, död 13 april 1999 på Hönö, var en svensk arbetarförfattare, journalist och sjöman. 

## Biografi
Eric S. Alexandersson växte upp på Klamparegatan i Masthugget. Familjen, som bestod av föräldrarna, fyra bröder och tre systrar, bodde i en lägenhet på ett rum och kök. Föräldrarna var ursprungligen från Jörlanda i Bohuslän. Fadern Albin var stuveriarbetare i Göteborgs hamn. 
Redan som tolvåring visade Alexandersson prov på skrivartalang genom att sälja egna dikter och verser till boende i Masthugget. Efter folkskolan gick Alexandersson till sjöss och levde ett farofyllt liv, eftersom han seglade i svensk och allierad lejdtrafik under andra världskriget. De åren skildras i den romantrilogi som inleds med boken Fri lejd (1974). 
Då han återkom till Göteborg efter åren som sjöman, hade han olika grovarbetaryrken innan han blev anställd på Göteborgs-Posten som litteraturrecensent och korrekturläsare och inledde sin författargärning.
Sin proletära uppväxt skildrade Alexandersson i fyra starkt självbiografiska romaner om 1930-talets Masthugget, som inleds med boken Heja Masthugget (1969). 
År 1997 kom en dramadokumentär film av Maj Wechselmann, Hitler och vi på Klamparegatan, med självbiografiskt stoff från Masthuggetromanerna.
Eric S. Alexandersson är begravd på Höno kyrkogård.

## Utmärkelser
- Göteborgs stads kulturstipendium 1969.

### Redaktörskap
- Som ett träd planterat vid vattenbäckar : Mölndals missionsförsamling 100 år  : 1875-1975. Mölndal: Missionsförsamlingen. 1975. Libris 793781
- 21 om Göteborg : en antologi. Göteborg: Stegeland. 1977. Libris 7597366. ISBN 91-7062-267-1

## Filmografi
- Hitler och vi på Klamparegatan / en film av Maj Wechselmann. Folkets Bio. 1997. Libris 10616961. http://www.abfplay.se/videos/hitler-och-vi-pa-klamparegatan Arkiverad 2 april 2015 hämtat från the Wayback Machine. - Dramadokumentär där Alexandersson själv medverkar.